# Api Gros
Gros-Api es el nombre de una variedad cultivar de manzano (Malus domestica). 
Un híbrido de manzana antigua de la herencia, que es una de las variaciones surgidas a lo largo de generaciones de cultivo de la antigua variedad 'Api'. La variedad 'Gros-Api' tiene frutas dulces, pulpa blanca, fina y firme con un sabor dulce, subácido y perfumado.

## Sinonimia
- "Api Blanc",
- "Api Bolshoe",
- "Api Double",
- "Api grand",
- "Api Grande",
- "Api gros",
- "Api Grosse",
- "Api le gros",
- "Dieu",
- "Doppelter Api",
- "Drap d'Or" (Villeneuve d'Agen),
- "Gros Api d'Hiver",
- "Grosse Pomme de Long-Bois",
- "Large Lady Apple",
- "Passe Rose",
- "Pomme d'Api Gros",
- "Pomme Dieu",
- "Pomme Rose",
- "Rose de l'Agenais",
- "Rose de Provence",
- "Rose Double Api",
- "Rosen Apfel",
- "Rosen Api",
- "Rubenapfel",
- "Rubin",
- "Rubis",
- "Vadiot",
- "Vermillon",
- "Vermillon Rubis".

No confundir con la manzana 'Rubin' obtenida por el equipo de 0. Louda, Penecin, y Tschechien, a partir del cruce de 'Lord Lambourne' x 'Golden Delicious'. Criado en la Universidad de Agricultura de Praga, Checoslovaquia 1960.

## Historia
La variedad de manzana 'Gros-Api' es una de las numerosas variaciones de la variedad antigua 'Api' ya cultivada en la Grecia clásica y en la Roma imperial que a través de generaciones de sucesivos cultivos han desarrollado una variabilidad tanto de fenotipo como caracteres organolépticos, demostrando la teoría de Charles Darwin, de la variabilidad en las plantas bajo domesticación en cultivo «The Variation of Animals and Plants under Domestication».
'Gros-Api' es posiblemente una de las variedades francesas de la herencia más antiguas. Según una versión posiblemente se originó en el "Forêt d'Apis" (Bosque de Apis) en Bretaña (Francia) a finales del siglo XVI. Fue descrito por primera vez por Lectier d'Orleans en 1628 en su "Catalogue des arbres cultivés dans son verger et plant" bajo el nombre de "Pomme Dieu". El pomólogo francés André Leroy en su "Dictionnaire de Pomologie" de 1873, describió una manzana llamada 'Princesse Auguste' que bien podría ser la misma que la Gros-Api. También podría estar relacionado con el 'Api Rouge' al que se parece en forma y tamaño, aunque no en color.
'Gros-Api' está cultivada en diversos bancos de germoplasma de cultivos vivos tales como en National Fruit Collection (Colección Nacional de Fruta) de Reino Unido con nº de accesión: 1952-108 y con nombre de accesión: Gros-Api.

## Características
'Gros-Api' es un árbol débilmente vigoroso, crecimiento muy lento, de talla enano, portador de espuelas. No apto para zonas ventosas. Produce abundantes cosechas anuales. Tiene un tiempo de floración que comienza a partir del 7 de mayo con el 10% de floración, para el 13 de mayo tiene una floración completa (80%), y para el 20 de mayo tiene un 90% caída de pétalos.
'Gros-Api' tiene una talla de mediano a grande; forma redondo y achatado en los dos polos, a menudo, torcido; con nervaduras débiles, y corona débil; epidermis tiende a ser fina, lisa y brillante, con color de fondo es amarillo pálido con un sobre color rojo en rubor clarete que generalmente cubre la mitad del cáliz de la fruta, mientras que el color base amarillo pálido se muestra en la mitad del tallo, numerosas lenticelas pequeñas de color claro, algunas redes de ruginoso-"russeting", especialmente alrededor de la cavidad del tallo, ruginoso-"russeting" (pardeamiento áspero superficial que presentan algunas variedades) bajo; cáliz es pequeño y cerrado, asentado en una cuenca poco profunda y ligeramente acanalada; pedúnculo es mediano a largo y grosor delgado, colocado en una cavidad poco profunda que está rodeada por un parche de ruginoso-"russeting" pardo, que a veces se irradia sobre el hombro; carne es blanca, de grano medio fino, crujiente y jugosa, sabor dulce.
Su tiempo de recogida de cosecha se inicia a finales de octubre antes de las heladas. Madurez tardía a partir de enero. Se mantiene bien hasta cuatro meses en cámara frigorífica.

## Usos
Una excelente manzana para comer en postre de mesa, y considerada una manzana buena en usos culinarios.

## Ploidismo
Diploide, auto estéril. Grupo de polinización: C, Día 11.